# Estação de Wukesong
A Estação de Wukeson (Chinês simplificado: 五棵松站; pinyin: Wǔkēsōng Zhàn) é uma estação na Linha 1 do metrô de Pequim.  Sua saída a nordeste(B1) leva a entrada do complexo de entretenimento Huaxi Live. 

## References
1. ↑  «Beijing Subway». eBeijing. Beijing Municipal Government
2. ↑  «Wukesong Area newly renamed Huaxi Live». thebeijinger.com. The Beijinger